# Živ i ponosan
Živ i ponosan četvrti je studijski album splitske heavy metal skupine Osmi putnik, kojeg 2005. godine objavljuje diskografska kuća Dancing Bear.
Nakon što je 1988. godine objavljen album Drage sestre moje... nije isto bubanj i harmonika iz sastava odlazi pjevač Zlatan Stipišić Đibo, a na njegovo mjesto dolazi Marsel Benzon. Sastav još neko vrijeme nastavlja s koncertnim aktivnostima ali ubrzo trojica članova odlaze na odsluženje vojnoga roka nakon čega skupina miruje do 2002. godine. Ponovno se okupljaju u sastavu Bojan Božo Antolić (gitare), Davor Dado Gradinski (bas-gitara) i Mirjan Jovanović Tošo (bubnjevi) kojima se priključuju vokal Dean Clea Brkić (iz sastava Pandora) te gitarist Kristian Krista Barišić (iz sastava Kompleks K).
Nakon dvije godine počeli su pripremati materijal za novi album, te sredinom 2004. godine započinju sa snimanjem.

## O albumu
Album se snimao i pripremao u studiju Pandora Box, pod produkcijskom palicom Deana Clea Brkića. Na materijalu se nalaze stare uspješnice "Glasno, glasnije" i "Srce od kamena". Kao autori glazbe potpisuju se Bojan Antolić, Dean Clea Brkić, Ivana Antolić i Zlatan Stipišić Gibonni, dok su tekstove napisali Ivana Antolić, Dean Clea Brkić i Zlatan Stipišić Gibonni.

## Popis pjesama
1. "Živ i ponosan" (4:17)
2. "Dajem što tražiš" (4:45)
3. "Ti i ja" (Durko) (3:47)
4. "Znak" (4:07)
5. "Glasno, glasnije"  (3:03)
6. "Nije to ljubav" (4:11)
7. "Vatra i led" (2:35)
8. "Riječi" (5:57)
9. "Kraj" (4:01)
10. "Zid od suza" (2:54)
11. "Srce od kamena" (2:34)

## Osoblje
- Dean Clea Brkić - vokali, klavijature
- Bojan Antolić Božo - gitara
- Davor Gradinski Dado - bas gitara
- Kristian Barišić Krista - gitara
- Mirjan Jovanović Tošo - bubnjevi
- Prateći vokali - Siniša Jakelić, Dean Clea Brkić, Bojan Antolić Božo i Davor Gradinski Dado

Ostalo osoblje
- Producent - Dean Clea Brkić
- Aranžmani - Bojan Antolić Božo i Dean Clea Brkić
- Glazba - Bojan Antolić Božo (skladbe: br. 1., 2., 6.), Dean Clea Brkić (skladbe: br. 3., 7., 10.), Ivana Antolić (skladbe: br. 4., 8., 9.), Zlatan Stipišić Gibonni (skladbe: br. 5., 11.)
- Tekstovi -  Ivana Antolić (skladbe: br. 1., 2., 4., 6., 8., 9.), Dean Clea Brkić (skladbe: br. 3., 7., 10.), Zlatan Stipišić Gibonni (skladbe: br. 5. ,11.)
- Snimanje - "Pandora Box" studio, studio "Pupi", Split
- Snimatelji - Dean Clea Brkić, Bojan Antolić Božo
- Miksano - "Pandora Box" studio, studio "Deva", Split
- Miks - Dean Clea Brkić
- Mastering - Dado Marušić, "Deva" studio, Split
- Fotografija - Siniša Nosil
- Dizajn - Ozzy & Alen

## Vanjske poveznice
- Službene stranice Osmog putnika  Arhivirana inačica izvorne stranice od 31. siječnja 2009. (Wayback Machine) - Recenzija albuma